# Phyllodactylus duellmani
Phyllodactylus duellmani är en ödleart som beskrevs av  Dixon 1960. Phyllodactylus duellmani ingår i släktet Phyllodactylus och familjen geckoödlor. IUCN kategoriserar arten globalt som livskraftig. Inga underarter finns listade i Catalogue of Life.